# Barberiit
Barberiit ist ein sehr selten vorkommendes Mineral aus der Mineralklasse der „Halogenide“. Es kristallisiert im orthorhombischen Kristallsystem mit der chemischen Zusammensetzung NH4[BF4] und ist damit chemisch gesehen Ammoniumtetrafluoroborat.
Barberiit entwickelt meist farblose oder weiße, kugelige Mineral-Aggregate bis etwa 2 mm Größe, sehr selten aber auch sehr kleine, pseudohexagonale und hauchdünne Kristalltäfelchen von etwa 1 μm Dicke bei einer Länge von etwa 50 bis 300 μm.

## Etymologie und Geschichte
Erstmals entdeckt wurde Barberiit im Oktober 1992 an den heißesten Fumarolen (etwa 700 °C) nördlich des „La Fossa“-Kraters auf der sizilianischen Insel Vulcano und beschrieben durch Anna Garavelli und Vilippo Vurro, die das Mineral nach dem italienischen Vulkanologen Franco Barberi (* 1938) benannten. Noch im selben Jahr wurde das Mineral von der International Mineralogical Association (IMA) unter der internen Eingangs-Nr. IMA 1993-008 als eigenständig anerkannt.
Typmaterial des Minerals wird im Mineralogischen Museum der Universität Bari in Italien aufbewahrt.

## Klassifikation
Bereits in der veralteten, aber teilweise noch gebräuchlichen 8. Auflage der Mineralsystematik nach Strunz gehörte der Barberiit zur Mineralklasse der „Halogenide“ und dort zur Abteilung der „wasserfreien Doppelhalogenide“, wo er zusammen mit Avogadrit, Ferruccit und Knasibfit die „Ferruccit-Gruppe“ mit der System-Nr. III/B.01 bildete.
Die seit 2001 gültige und von der IMA verwendete 9. Auflage der Strunz’schen Mineralsystematik ordnet den Barberiit ebenfalls in die Klasse der „Halogenide“ ein, dort allerdings in die Abteilung der „Komplexen Halogenide“. Diese ist zudem weiter unterteilt nach der Kristallstruktur, so dass das Mineral entsprechend seinem Aufbau in der Unterabteilung der „Borofluoride“ zu finden ist, wo es nur noch zusammen mit Avogadrit die „Avogadritgruppe“ mit der System-Nr. 3.CA.10 bildet.
Auch die vorwiegend im englischen Sprachraum gebräuchliche Systematik der Minerale nach Dana ordnet den Barberiit in die Klasse der „Halogenide“ und dort in die Abteilung der „Komplexe Halogenide – Aluminiumfluoride“ ein. Hier ist er einziges Mitglied der unbenannten Gruppe 11.02.04 innerhalb der Unterabteilung der „Komplexen Halogenide (und Aluminiumfluoride) mit der allgemeinen Zusammensetzung (A)mB(X)4“.

## Kristallstruktur
Barberiit kristallisiert orthorhombisch in der Raumgruppe Pnma (Raumgruppen-Nr. 62) mit den Gitterparametern a = 9,08 Å; b = 5,68 Å und c = 7,28 Å sowie 4 Formeleinheiten pro Elementarzelle.

## Eigenschaften
Barberiit ist sehr gut wasserlöslich und zersetzt sich schon in leicht feuchter Luft.

## Bildung und Fundorte
Barberiit kristallisiert, ähnlich wie die verwandten Minerale Avogadrit und Ferruccit, direkt (Sublimation) aus den vulkanischen Gasen der aktiven Fumarole. Begleitminerale sind unter anderem gediegen Schwefel, Malladrit, Realgar, Salmiak, Cannizzarit, Galenobismutit, und Bismuthinit.
Bisher (Stand: 2014) konnte Barberiit außer an seiner Typlokalität „La Fossa Krater“ in Italien nur noch in der Grube Anna bei Alsdorf (Nordrhein-Westfalen) in Deutschland und am Jagnob (Yagnob) in der Nähe von Ravat im Gissar-Tal (Hissor) in Tadschikistan nachgewiesen werden.